# Б-38
„Б-38“ или „България – 38“ е първата българска галвано-ударна мина. Използва се от българските Военноморски сили във Втората световна война. Нейното предназначение е изграждане на отбранителни минни заграждения.
Първите мини са създадени през 1936 г. в машинната фабрика „Мюлхаупт“ в Русе от екип, ръководен от капитан II ранг инж. Минчо Остров. Производството е усъвършенствано през 1938 г. Морските мини „Б-38“ са на въоръжение във Военноморския флот на България в продължение на десетилетия.